# Oecetis pratti
Oecetis pratti är en nattsländeart som beskrevs av Donald G. Denning 1948. Oecetis pratti ingår i släktet Oecetis och familjen långhornssländor. Inga underarter finns listade i Catalogue of Life.